# Лютенская сельская община
Лютенская сельская община (укр. Лютенська сільська громада) — территориальная община в Миргородском районе Полтавской области Украины. Административный центр — село Лютенька.
Создана в 2020 году, согласно распоряжению Кабинета Министров Украины № 721-р от 12 июня 2020 года «Об определении административных центров и утверждении территорий территориальных общин Полтавской области», путем объединения территорий и населенных пунктов Лютенского, Лысовского, Рашевского и Сосновского сельских советов Гадяцкого района Полтавской области.

## Населенные пункты
В состав общины входят 12 сел: Глубокое, Круглое Озеро, Лысовка, Лютенька, Малая Обуховка, Млыны, Новый Выселок, Перевиз, Рашевка, Солдатово, Сосновка и Юрьевка.